# Indalsälven
Indalsälven (također: Jämtlandsälven, Litsälven, Storsjöälven) je najduža rijeka u Švedskoj.
Rijeka izvire u pokrajini Jämtland na sjeveru Švedske, te teče prema istoku gdje se ulijeva u Botnički zaljev.  U zaljev se ulijeva u pokrajini Medelpad kod grada Sundsvalla. Ukupna duljina toka rijeke je 460 km, prosječni istjek 460 m³/s a površina porječja 26.726,5 km².
Glavni pritoci Indalsälvena su Kallströmmen, Langan, Hårkan i Ammerån. Rijeka je bogata vodom, te je ukupno 26 hidroelektrana postavljeno duž njezina toka. 

## Galerija
- Rijeka u magli
- Hidroelektrana Hammarforsens

## Vanjske poveznice
|  | Zajednički poslužitelj ima još gradiva o temi Indalsälven |